# Antonio Foti
Antonio Foti (Varna, 3 de noviembre de 2003) es un futbolista búlgaro, nacionalizado chipriota, que juega en la demarcación de centrocampista para el Borussia Dortmund II de la Regionalliga West.

## Selección nacional
Tras jugar en las categorías inferiores de la selección, finalmente hizo su debut con la selección absoluta de Chipre el 6 de junio contra Bulgaria en un partido amistoso que finalizó con un resultado de empate a dos tras los goles de Nikolas Koutsakos y Konstantinos Laifis para Chipre, y un doblete de Aleksandar Kolev para Bulgaria.

## Clubes
| Club                    | País     | Año       | Partidos | Goles |
| ----------------------- | -------- | --------- | -------- | ----- |
| Ormideia FC (cedido)    | Chipre   | 2022-2025 | 12       | 5     |
| Hannover 96 II (cedido) | Alemania | 2025-     | 9        | 9     |
| Hannover 96 (cedido)    | Alemania | 2025-     | 19       | 0     |
| Borussia Dortmund II    | Alemania | 2025-     | 38       | 5     |